# Cyriel Buysse
Cyriel Buysse (20. září 1859 Nevele, Belgie – 25. července 1932 Afsnee, Belgie) byl vlámský naturalistický spisovatel a dramatik. Psal také pod následujícími pseudonymy: Louis Bonheyden, Prosper Van Hove a Robert Palmer.

## Životopis
Cyriel Buysse se narodil v dobře situované rodině Louise Buysseho (1830–1901) a Pauline roz. Loveling (1832–1909) v Nevele ve Východních Flandrech. Než dokončil studia na gentském Athenaeu, nastoupil na přání svého otce do rodinné továrny na výrobu cikorky.
Na popud své tety Virginie Lovelingové, která byla sama spisovatelkou, začal v šestadvaceti letech psát. Když jeho otec zjistil, že chodí s dívkou, kterou potkal v místním baru, bylo mu řečeno, aby opustil rodný dům. V letech 1886–1896 několikrát emigroval do Spojených států, ale pokaždé se vrátil rozčarovanější. Písemná zpráva o jeho cestách je známá pod názvem Twee Herinneringen uit Amerika (Dvě vzpomínky z Ameriky), napsaná v roce 1888.
Buysse se proslavil jako naturalistický spisovatel v tradici Stijna Streuvelse, Émila Zoly a Guy de Maupassanta. Ačkoli získal vzdělání ve francouzštině, což bylo v té době u synů z bohatých vlámských rodin běžné, většinu svých děl napsal v nizozemštině. Jeho psaní se vyznačuje hlubokými sympatiemi k obyčejnému člověku, jehož život barvitě a realisticky popisuje.
V roce 1893 spolu s Prosperem Van Langendonckem, Augustem Vermeylenem a Emmanuelem De Bomem vydával literární časopis Van Nu en Straks, ale brzy časopis po hádce opustil. V témže roce napsal svůj první román Het recht van den sterkste.
V roce 1896 se oženil s nizozemskou vdovou Nelly Dyserinckovou (1863–1944). Zimy trávil v nizozemském Haagu, kde se v roce 1897 narodil syn René Cyriel (1897–1969), a v létě pobýval na svém venkovském sídle v belgickém Afsnee.
V roce 1903 založil spolu s Louisem Couperusem a Willemem Gerardem van Nouhuysem další literární časopis Groot Nederland, který redigoval až do své smrti.
Během německé okupace Belgie za první světové války zůstal Buysse v Nizozemsku. Stal se aktivním přispěvatelem novin De Vlaamsche Stem. V roce 1918, po uzavření příměří, se vrátil do Belgie, kde byl jeho talent široce uznáván: v roce 1921 obdržel státní cenu za literaturu a v roce 1930 se stal členem akademie Koninklijke Vlaamse Academie voor Taal- en Letterkunde. V roce 1932 byl králem Albertem I. nobilitován do hodnosti barona, což bylo tehdy pro spisovatele vzácné vyznamenání a vzhledem k tónu a tématu jeho knih ironické. Protože o čtyři dny později zemřel, nemohl obdržet příslušný patent, a titul tak nemohl používat. V říjnu 1934 byla jeho vdova Nelly Dyserincková nobilitována a prohlášena za baronku.
Jeho naturalistická hra Het gezin van Paemel (1902) se stále pravidelně hraje. V roce 1986 byla také zfilmována Paulem Cammermansem.
Cyriel Buysse zemřel 25. července 1932 v Afsnee.

## Dílo

### V češtině
- Kůň – in: 1000 nejkrásnějších novel... č. 16, úvod a překlad František Sekanina, s. 45–48. Praha: J. R. Vilímek, 1911
- Franz M. Melchers – Charles Morice. Fysionomie Melchersova – Byriel Buysse. Přeložil Josef Florian. Osvětimany: Antonín Ludvík Stříž, 1913